# Telescopio Shane
Il telescopio C. Donald Shane, chiamato così dal 1978, è un telescopio riflettore costruito nel 1959 presso l'osservatorio Lick. Alla sua prima luce era il secondo più grande del mondo dopo il telescopio Hale. Lo strumento è configurabile in Cassegrain, in Nasmyth, o senza specchio secondario e il fuoco nella parte anteriore.